# Distribució triangular
En teoria i estadística de probabilitats, la distribució triangular és una distribució de probabilitat contínua amb el límit inferior a, el límit superior b i el mode c, on a < b i a ≤ c ≤ b.

## Generació de variables aleatòries distribuïdes triangularment
Donada una variada aleatòria U extreta de la distribució uniforme en l'interval (0,1), després la variació
{\displaystyle X={\begin{cases}a+{\sqrt {U(b-a)(c-a)}}&{\text{ for }}0<U<F(c)\\&\\b-{\sqrt {(1-U)(b-a)(b-c)}}&{\text{ for }}F(c)\leq U<1\end{cases}}}
on {\displaystyle F(c)=(c-a)/(b-a)}, té una distribució triangular amb paràmetres {\displaystyle a,b} i {\displaystyle c}. Això es pot obtenir a partir de la funció de distribució acumulada.

## Ús de la distribució
La distribució triangular s'utilitza normalment com a descripció subjectiva d'una població per a la qual només hi ha dades de mostra limitades, i especialment en els casos en què la relació entre variables és coneguda però les dades són escasses (possiblement a causa de l'alt cost de recollida). Es basa en un coneixement del mínim i del màxim i una "conjectura inspirada" sobre el valor modal. Per aquests motius, la distribució triangular s'ha anomenat distribució de "manca de coneixement".

### Simulacions empresarials
Per tant, la distribució triangular s'utilitza sovint en la presa de decisions empresarials, especialment en simulacions. En general, quan no se sap molt sobre la distribució d'un resultat (per exemple, només els seus valors més petits i més grans), és possible utilitzar la distribució uniforme. Però si també es coneix el resultat més probable, llavors el resultat es pot simular mitjançant una distribució triangular.

### Gestió de projectes
La distribució triangular, juntament amb la distribució PERT, també s'utilitza àmpliament en la gestió de projectes (com a entrada al PERT i, per tant, al mètode del camí crític (CPM)) per modelar esdeveniments que tenen lloc dins d'un interval definit per un valor mínim i màxim.

### Difuminació d'àudio
La distribució triangular simètrica s'utilitza habitualment en el trampat d'àudio, on s'anomena TPDF (funció de densitat de probabilitat triangular).

### Formació de feixos
La distribució triangular té una aplicació a la formació de feixos i la síntesi de patrons.